# Giro di Polonia 2018
Il Giro di Polonia 2018, settantacinquesima edizione della corsa, valido come ventottesima prova dell'UCI World Tour 2018 categoria 2.UWT, si svolse in sette tappe dal 4 al 10 agosto 2018 su un percorso di 1 025,5 km, con partenza da Cracovia e arrivo a Bukowina Tatrzańska, in Polonia. La vittoria fu appannaggio del polacco Michał Kwiatkowski, che completò il percorso in 24h23'54" precedendo il britannico Simon Yates e il francese Thibaut Pinot.
Al traguardo di Bukowina Tatrzańska 108 ciclisti, dei 154 partiti da Cracovia, portarono a termine la competizione.

## Tappe
| Tappa  | Data      | Percorso                                  | km      | Vincitore di tappa | Leader cl. generale |
| ------ | --------- | ----------------------------------------- | ------- | ------------------ | ------------------- |
| 1ª     | 4 agosto  | Cracovia > Cracovia                       | 133,7   | Pascal Ackermann   | Pascal Ackermann    |
| 2ª     | 5 agosto  | Tarnowskie Góry > Katowice                | 156,3   | Pascal Ackermann   | Pascal Ackermann    |
| 3ª     | 6 agosto  | Stadion Śląski > Zabrze                   | 138,7   | Álvaro Hodeg       | Álvaro Hodeg        |
| 4ª     | 7 agosto  | Jaworzno > Szczyrk                        | 178,7   | Michał Kwiatkowski | Michał Kwiatkowski  |
| 5ª     | 8 agosto  | Kopalnia Soli Wieliczka > Bielsko-Biała   | 152,2   | Michał Kwiatkowski | Michał Kwiatkowski  |
| 6ª     | 9 agosto  | Zakopane > Bukowina Tatrzańska            | 129,3   | Georg Preidler     | Michał Kwiatkowski  |
| 7ª     | 10 agosto | Bukowina Tatrzańska > Bukowina Tatrzańska | 136,6   | Simon Yates        | Michał Kwiatkowski  |
| Totale | Totale    | Totale                                    | 1 025,5 |                    |                     |

## Squadre e corridori partecipanti
| N.      | Cod. | Squadra             |
| ------- | ---- | ------------------- |
| 1-7     | BMC  | BMC Racing Team     |
| 11-17   | QST  | Quick-Step Floors   |
| 21-27   | MTS  | Mitchelton-Scott    |
| 31-37   | BOH  | Bora-Hansgrohe      |
| 41-47   | SKY  | Team Sky            |
| 51-57   | MOV  | Movistar Team       |
| 61-67   | TBM  | Bahrain-Merida      |
| 71-77   | AST  | Astana Pro Team     |
| 81-87   | ALM  | AG2R La Mondiale    |
| 91-97   | SUN  | Team Sunweb         |
| 101-107 | TLJ  | Team Lotto NL-Jumbo |

| N.      | Cod. | Squadra                        |
| ------- | ---- | ------------------------------ |
| 111-117 | LTS  | Lotto Soudal                   |
| 121-127 | EFD  | Team EF Education First-Drapac |
| 131-137 | TFS  | Trek-Segafredo                 |
| 141-147 | UAD  | UAE Team Emirates              |
| 151-157 | GFC  | Groupama-FDJ                   |
| 161-167 | TKA  | Team Katusha Alpecin           |
| 171-177 | DDD  | Team Dimension Data            |
| 181-187 | COF  | Cofidis, Solutions Crédits     |
| 191-197 | CCC  | CCC Sprandi Polkowice          |
| 201-207 | GAZ  | Gazprom-RusVelo                |
| 211-217 | POL  | Polonia                        |

## Dettagli delle tappe

### 1ª tappa
- 4 agosto: Cracovia > Cracovia – 133,7 km

Risultati
| Pos. | Corridore        | Squadra    | Tempo    |
| ---- | ---------------- | ---------- | -------- |
| 1    | Pascal Ackermann | Bora       | 2h59'11" |
| 2    | Álvaro Hodeg     | Quick-Step | s.t.     |
| 3    | Matteo Trentin   | Mitchelton | s.t.     |

| Pos. | Corridore        | Squadra    | Tempo    |
| ---- | ---------------- | ---------- | -------- |
| 1    | Pascal Ackermann | Bora       | 2h59'01" |
| 2    | Álvaro Hodeg     | Quick-Step | a 4"     |
| 3    | Matteo Trentin   | Mitchelton | a 6"     |

### 2ª tappa
- 5 agosto: Tarnowskie Góry > Katowice – 156,3 km

Risultati
| Pos. | Corridore        | Squadra    | Tempo    |
| ---- | ---------------- | ---------- | -------- |
| 1    | Pascal Ackermann | Bora       | 3h16'39" |
| 2    | Álvaro Hodeg     | Quick-Step | s.t.     |
| 3    | Giacomo Nizzolo  | Trek       | s.t.     |

| Pos. | Corridore        | Squadra    | Tempo    |
| ---- | ---------------- | ---------- | -------- |
| 1    | Pascal Ackermann | Bora       | 6h15'30" |
| 2    | Álvaro Hodeg     | Quick-Step | a 8"     |
| 3    | Jenthe Biermans  | Katusha    | a 11"    |

### 3ª tappa
- 6 agosto: Stadion Śląski > Zabrze – 138,7 km

Risultati
| Pos. | Corridore     | Squadra      | Tempo    |
| ---- | ------------- | ------------ | -------- |
| 1    | Álvaro Hodeg  | Quick-Step   | 3h09'59" |
| 2    | Daniel McLay  | Educ. First  | s.t.     |
| 3    | André Greipel | Lotto Soudal | s.t.     |

| Pos. | Corridore        | Squadra    | Tempo    |
| ---- | ---------------- | ---------- | -------- |
| 1    | Álvaro Hodeg     | Quick-Step | 9h25'27" |
| 2    | Pascal Ackermann | Bora       | a 2"     |
| 3    | Jenthe Biermans  | Katusha    | a 5"     |

### 4ª tappa
- 7 agosto: Jaworzno > Szczyrk – 178,7 km

Risultati
| Pos. | Corridore          | Squadra  | Tempo    |
| ---- | ------------------ | -------- | -------- |
| 1    | Michał Kwiatkowski | Sky      | 4h25'44" |
| 2    | Dylan Teuns        | BMC      | a 3"     |
| 3    | George Bennett     | Lotto NL | s.t.     |

| Pos. | Corridore          | Squadra  | Tempo     |
| ---- | ------------------ | -------- | --------- |
| 1    | Michał Kwiatkowski | Sky      | 13h51'22" |
| 2    | Dylan Teuns        | BMC      | a 8"      |
| 3    | George Bennett     | Lotto NL | a 10"     |

### 5ª tappa
- 8 agosto: Kopalnia Soli Wieliczka > Bielsko-Biała – 152,2 km

Risultati
| Pos. | Corridore          | Squadra  | Tempo    |
| ---- | ------------------ | -------- | -------- |
| 1    | Michał Kwiatkowski | Sky      | 3h39'14" |
| 2    | Dylan Teuns        | BMC      | s.t.     |
| 3    | Enrico Battaglin   | Lotto NL | s.t.     |

| Pos. | Corridore          | Squadra  | Tempo     |
| ---- | ------------------ | -------- | --------- |
| 1    | Michał Kwiatkowski | Sky      | 17h30'26" |
| 2    | Dylan Teuns        | BMC      | a 12"     |
| 3    | George Bennett     | Lotto NL | a 20"     |

### 6ª tappa
- 9 agosto: Zakopane > Bukowina Resort – 129,3 km

Risultati
| Pos. | Corridore          | Squadra  | Tempo    |
| ---- | ------------------ | -------- | -------- |
| 1    | Georg Preidler     | Groupama | 3h16'01" |
| 2    | Emanuel Buchmann   | Bora     | s.t.     |
| 3    | Michał Kwiatkowski | Sky      | s.t.     |

| Pos. | Corridore          | Squadra  | Tempo     |
| ---- | ------------------ | -------- | --------- |
| 1    | Michał Kwiatkowski | Sky      | 20h46'23" |
| 2    | Dylan Teuns        | BMC      | a 16"     |
| 3    | George Bennett     | Lotto NL | a 24"     |

### 7ª tappa
- 10 agosto: Bukowina Resort > Bukowina Tatrzańska – 136,6 km

Risultati
| Pos. | Corridore      | Squadra    | Tempo    |
| ---- | -------------- | ---------- | -------- |
| 1    | Simon Yates    | Mitchelton | 3h37'17" |
| 2    | Thibaut Pinot  | Groupama   | a 12"    |
| 3    | Davide Formolo | Bora       | s.t.     |

| Pos. | Corridore          | Squadra    | Tempo     |
| ---- | ------------------ | ---------- | --------- |
| 1    | Michał Kwiatkowski | Sky        | 24h23'54" |
| 2    | Simon Yates        | Mitchelton | a 15"     |
| 3    | Thibaut Pinot      | Groupama   | a 20"     |

## Evoluzione delle classifiche
| Tappa              | Vincitore          | Classifica generale Maglia gialla | Classifica a punti Maglia bianca | Classifica scalatori Maglia fucsia | Classifica sprint intermedi Maglia blu | Classifica a squadre |
| ------------------ | ------------------ | --------------------------------- | -------------------------------- | ---------------------------------- | -------------------------------------- | -------------------- |
| 1ª                 | Pascal Ackermann   | Pascal Ackermann                  | Pascal Ackermann                 | Michał Paluta                      | Alessandro De Marchi                   | Trek-Segafredo       |
| 2ª                 | Pascal Ackermann   | Pascal Ackermann                  | Pascal Ackermann                 | Michał Paluta                      | Jenthe Biermans                        | Trek-Segafredo       |
| 3ª                 | Álvaro Hodeg       | Álvaro Hodeg                      | Álvaro Hodeg                     | Michał Paluta                      | Jenthe Biermans                        | Trek-Segafredo       |
| 4ª                 | Michał Kwiatkowski | Michał Kwiatkowski                | Álvaro Hodeg                     | Jan Tratnik                        | Jenthe Biermans                        | BMC Racing Team      |
| 5ª                 | Michał Kwiatkowski | Michał Kwiatkowski                | Pascal Ackermann                 | Jan Tratnik                        | Jenthe Biermans                        | BMC Racing Team      |
| 6ª                 | Georg Preidler     | Michał Kwiatkowski                | Pascal Ackermann                 | Łukasz Owsian                      | Jenthe Biermans                        | Astana Pro Team      |
| 7ª                 | Simon Yates        | Michał Kwiatkowski                | Michał Kwiatkowski               | Patrick Konrad                     | Jenthe Biermans                        | AG2R La Mondiale     |
| Classifiche finali | Classifiche finali | Michał Kwiatkowski                | Michał Kwiatkowski               | Patrick Konrad                     | Jenthe Biermans                        | AG2R La Mondiale     |

## Classifiche finali

### Classifica generale - Maglia gialla
| Pos. | Corridore          | Squadra    | Tempo     |
| ---- | ------------------ | ---------- | --------- |
| 1    | Michał Kwiatkowski | Sky        | 24h23'54" |
| 2    | Simon Yates        | Mitchelton | a 15"     |
| 3    | Thibaut Pinot      | Groupama   | a 20"     |
| 4    | George Bennett     | Lotto NL   | a 24"     |
| 5    | Dylan Teuns        | BMC        | a 27"     |
| 6    | Georg Preidler     | Groupama   | a 31"     |
| 7    | Emanuel Buchmann   | Bora       | a 32"     |
| 8    | Davide Formolo     | Bora       | a 40"     |
| 9    | Sam Oomen          | Sunweb     | a 42"     |
| 10   | Fabio Aru          | UAE        | a 44"     |

### Classifica a punti - Maglia bianca
| Pos. | Corridore          | Squadra    | Punti |
| ---- | ------------------ | ---------- | ----- |
| 1    | Michał Kwiatkowski | Sky        | 73    |
| 2    | Pascal Ackermann   | Bora       | 66    |
| 3    | Dylan Teuns        | BMC        | 63    |
| 4    | Simon Yates        | Mitchelton | 59    |
| 5    | George Bennett     | Lotto NL   | 56    |

### Classifica scalatori - Maglia fucsia
| Pos. | Corridore       | Squadra  | Punti |
| ---- | --------------- | -------- | ----- |
| 1    | Patrick Konrad  | Bora     | 74    |
| 2    | Łukasz Owsian   | CCC      | 57    |
| 3    | Jan Tratnik     | CCC      | 50    |
| 4    | Aleksej Lucenko | Astana   | 22    |
| 5    | George Bennett  | Lotto NL | 20    |

### Classifica sprint intermedi - Maglia blu
| Pos. | Corridore            | Squadra | Punti |
| ---- | -------------------- | ------- | ----- |
| 1    | Jenthe Biermans      | Katusha | 20    |
| 2    | Jan Tratnik          | CCC     | 11    |
| 3    | Jan Bakelants        | AG2R    | 7     |
| 4    | Michał Paluta        | CCC     | 6     |
| 5    | Alessandro De Marchi | BMC     | 3     |

### Classifica a squadre
| Pos. | Squadra                    | Tempo     |
| ---- | -------------------------- | --------- |
| 1    | AG2R La Mondiale           | 73h19'02" |
| 2    | Astana Pro Team            | a 47"     |
| 3    | Team Sky                   | a 3'28"   |
| 4    | Quick-Step Floors          | a 4'00"   |
| 5    | Cofidis, Solutions Crédits | a 6'23"   |